# 東京科学大学環境・社会理工学院
東京科学大学環境・社会理工学院（とうきょうかがくだいがくかんきょう・しゃかいりこうがくいん、英語: School of Environment and Society）は、東京科学大学の学院の一つ。

## 組織
環境・社会理工学院は、以下の系と学院研究センターから成る。
- 学士課程
  - 建築学系
  - 土木・環境工学系
  - 融合理工学系
- 大学院課程
  - 建築学系
  - 土木・環境工学系
  - 融合理工学系
  - 社会・人間科学系
  - イノベーション科学系
  - 技術経営専門職学位課程
- 学院研究センター
  - 教育施設環境研究センター

大学学士課程では2年目から建築学系、土木・環境工学系、融合理工学系の3つの系のどれかに属する。
例えば旧社会工学科系のうち、緑地計画史、景観、コミュニティ・デザイン ランドスケープ・アーキテクチャー まちづくり、都市計画、観光計画などは建築学系、土木・環境工学系共通の都市・環境学コースで関連する。
以下、※は複数の系に関連しているコースである。

### 建築学系

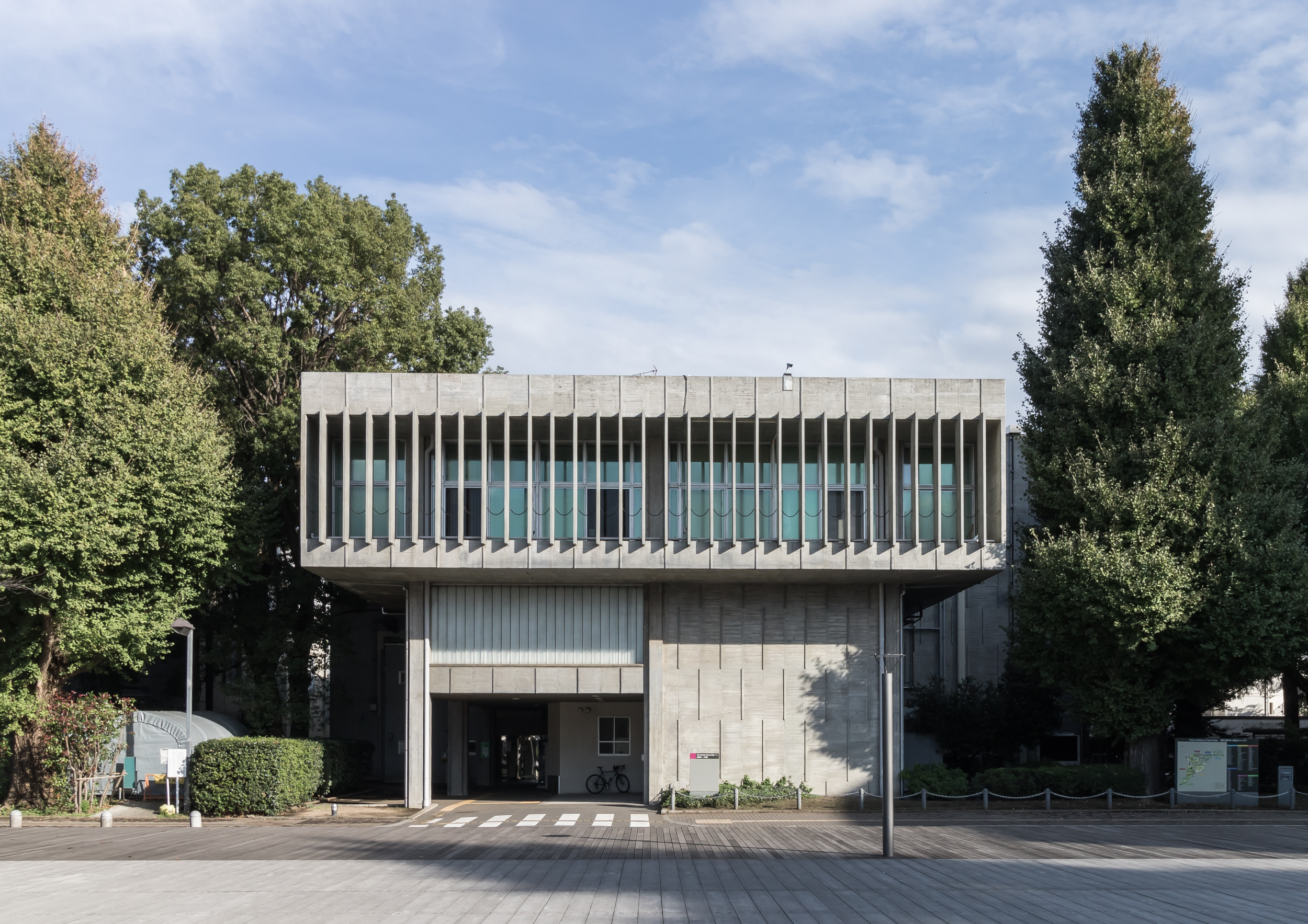
清家清名誉教授が設計した東京科学大学事務局1号館

- 建築学コース - 建築意匠、建築史、建築計画、建築構造・材料、建築環境・設備、建築施工それぞれのうちの特定分野をあつかう。
- 都市・環境学コース※
- エンジニアリングデザインコース※ - 通称ESD。土木・環境工学系のエンジニアリングデザインコースなど、2つの学院（工学院、環境・社会理工学院）の中の7つの系（機械系／システム制御系／情報通信系／経営工学系／建築学系／土木・環境工学系／融合理工学系）の大学院から教員が集まる。

### 土木・環境工学系
- 土木工学コース
- 都市・環境学コース※ - 上記
- エンジニアリングデザインコース※ - 上記

### 融合理工学系
- 地球環境共創コース
- エネルギーコース※
- エンジニアリングデザインコース※ - 上記
- 原子核工学コース※

### 社会・人間科学系
- 社会・人間科学コース

### イノベーション科学系
- イノベーション科学コース（博士後期課程のみ）